# Angemessene Herstellungskosten
Angemessene Herstellungskosten dienen als Grundlage zur Ermittlung des Bauwertes und können sich von den tatsächlichen Herstellungskosten unterscheiden.

## Bedeutung und Ermittlung
Bei der Beleihungswertermittlung beispielsweise werden nicht die tatsächlichen Herstellungskosten, sondern die angemessenen Herstellungskosten zugrunde gelegt. Sie enthalten häufig Besonderheiten der Bauausführung, die zu Kostenerhöhungen führen. Sie sollen bei der Beleihungsprüfung prinzipiell unberücksichtigt bleiben. Maßgeblich sind die Kosten für vergleichbare, normale Gebäude.
Der Wert eines Beleihungsobjektes dient als Sicherheit eines Realkredites und muss daher möglichst sorgfältig ermittelt werden. Der Bauwert ist der Wert der Bauten auf einem Grundstück (in Angrenzung zum Bodenwert).
Bei der Ermittlung vom Bauwert wird von angemessenen Herstellungskosten ausgegangen, solchen Kosten, die zur Errichtung des zu beleihenden Bauwerkes unter Zugrundelegung eines normalen Durchschnittsmaßstabes notwendig sind. Die tatsächlichen können die angemessenen Herstellungskosten überschreiten. Die Ermittlung der angemessen Herstellungskosten erfolgt nach der Abschlagsmethode oder der Indexmethode. Bei der Abschlagsmethode erfolgt die Orientierung an aktuellen Vergleichspreisen. Wird ein modifiziertes Indexverfahren angewendet, basiert dies auf dem Baupreisindex des Statistischen Bundesamtes. In jedem Fall benötigt man die genauen Maße und den Rauminhalt des Gebäudes, die sich aus den Planungsunterlagen des Architekten ergeben.
Eine Beispielrechnung verdeutlicht die Bauwertermittlung mit dem Abschlagverfahren:
- Umbauter Raum (800 m³)
- Angemessene Baukosten (350 Euro/m³): 280.000 Euro
- Baunebenkosten (15 %): 42.000 Euro
- Angemessene Herstellungskosten: 322.000 Euro
- Risikoabschlag (25 %): 80.500 Euro
- Bauwert: 241.500 Euro